# Artem Yasynskyy
Artem Yasynskyy (né en 1988 à Donetsk, en Ukraine) est un pianiste classique et professeur de musique.

## Biographie
Artem Yasynskyy naît en 1988, dans une famille de musiciens professionnels à Donetsk, en Ukraine. 

### Formation
À l'âge de sept ans, il est l'élève d'Albina Oryshuk à l'école spéciale pour enfants surdoués de Donetsk et donne son premier concert public à l'âge de huit ans. Une bourse accordée par le président de l'Ukraine de 2006 à 2010 lui permet d'étudier à l'Académie de musique d'État Prokofiev, où il suit également des cours de composition avec le professeur Aleksander Rudyansky et dont il sort diplômé en 2010 avec les honneurs. 
Artem Yasynskyy se rend en Allemagne en 2010 afin de poursuivre ses études de troisième cycle de piano, à l'University of the Arts Bremen (en) (université des arts de Brême) avec le professeur Patrick O'Byrne. Au cours de ses études, il bénéficie du soutien du Keyboard Charitable Trust, du Vere Music Fund, de la Clavarte Stiftung, de la Deutsche Stiftung Musikleben, de la fondation Hans et Stefan Bernbeck, etc.
En mars 2015, il termine ses études de maîtrise et devient maître de conférences sur la matière principale, le piano, à la même université. 

### Carrière
Ses apparitions en concert l'amènent à se rendre en Allemagne, en Europe, aux États-Unis, au Canada, en Australie, au Japon et en Corée du Sud, Salle à Calgary, Philharmonique national d'Ukraine à Kiev, etc.
Il donne des récitals dans des festivals internationaux tels que Rarities of piano music à Husum, en Allemagne ; Festival Paderewsky à Raleigh, Caroline du Nord ; Festival Honens à Calgary, Canada ; Bremer Musikfest en Allemagne ; Bachauer Artist Series à Salt Lake City ; Festival Jeunes pianistes de Vienne, Autriche ; le Maggio Piano Festival Vercelli, Italie ; le Summer Night Music Festival, à Kiev en Ukraine, etc.
Il se produit en tant que soliste avec des orchestres renommés tels que l'Orchestre symphonique de Cincinnati ; l'Orchestre symphonique de l'Utah ; Orchestre philharmonique de Calgary ; l'Orchestre philharmonique de Sendai ; l'Orchestre symphonique national d'Ukraine. En 2016, il fait ses débuts au Carnegie Hall.
En mai 2015 est paru son premier disque sur le label Grand Piano (Naxos), contenant des œuvres du compositeur polonais Josef Hofmann, qui lui apporte des critiques élogieuses de la presse, tels que Gramophone, American Record Guide, Fanfare, Diapason et Radio Bremen. Le deuxième disque, avec 18 sonates de Domenico Scarlatti est sorti en janvier 2018 chez Naxos. 
Ses interprétations ont été diffusées par la Radio Bremen, NWR 3, Deutschlandfunk Kultur, Radio-Canada entre autres.

## Prix
Artem a reçu des prix à des concours tels que Honens Piano Competition (Canada) ; Concours mondial de piano (États-Unis) ; Concours de piano au sommet du monde (Norvège) ; Concours international d'artistes Gina Bachauer (États-Unis) ; Theodor Leschetizky Competition (Allemagne) ; Concours international de musique de Sendai (Japon) ; Concours Gian Battista Viotti (Italie) ; Concours international de piano Horowitz (Ukraine) ; Steinway-Förderpreis (Allemagne).